# Wilson Sporting Goods
Wilson Sporting Goods („Wilson Sportartikel“; kurz auch Wilson) ist ein US-amerikanischer Sportartikelhersteller, der zum finnischen Konzern Amer Sports gehört. Die Fabrik befindet sich in der US-amerikanischen Stadt Ada im Bundesstaat Ohio.

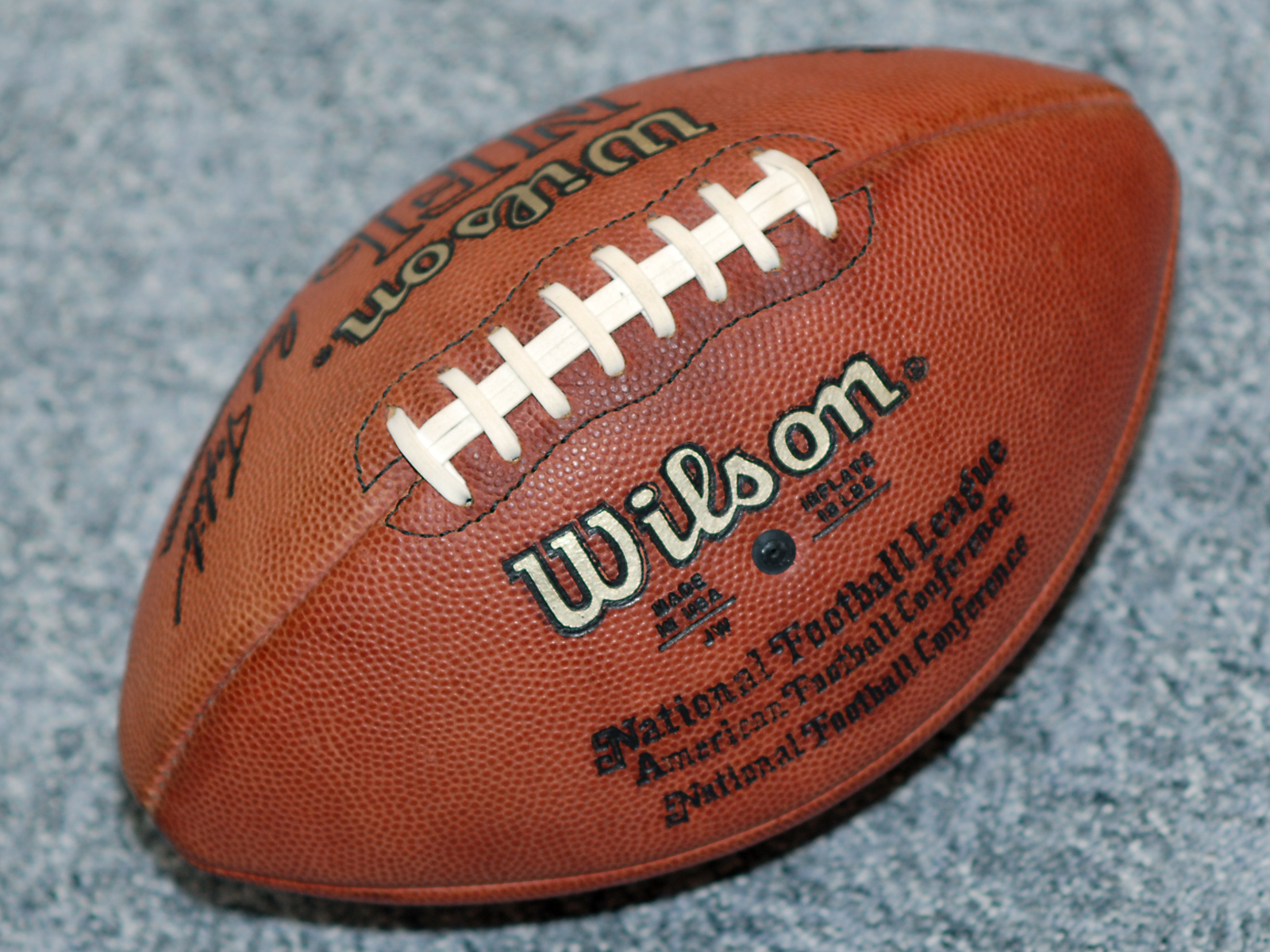
Wilson Football
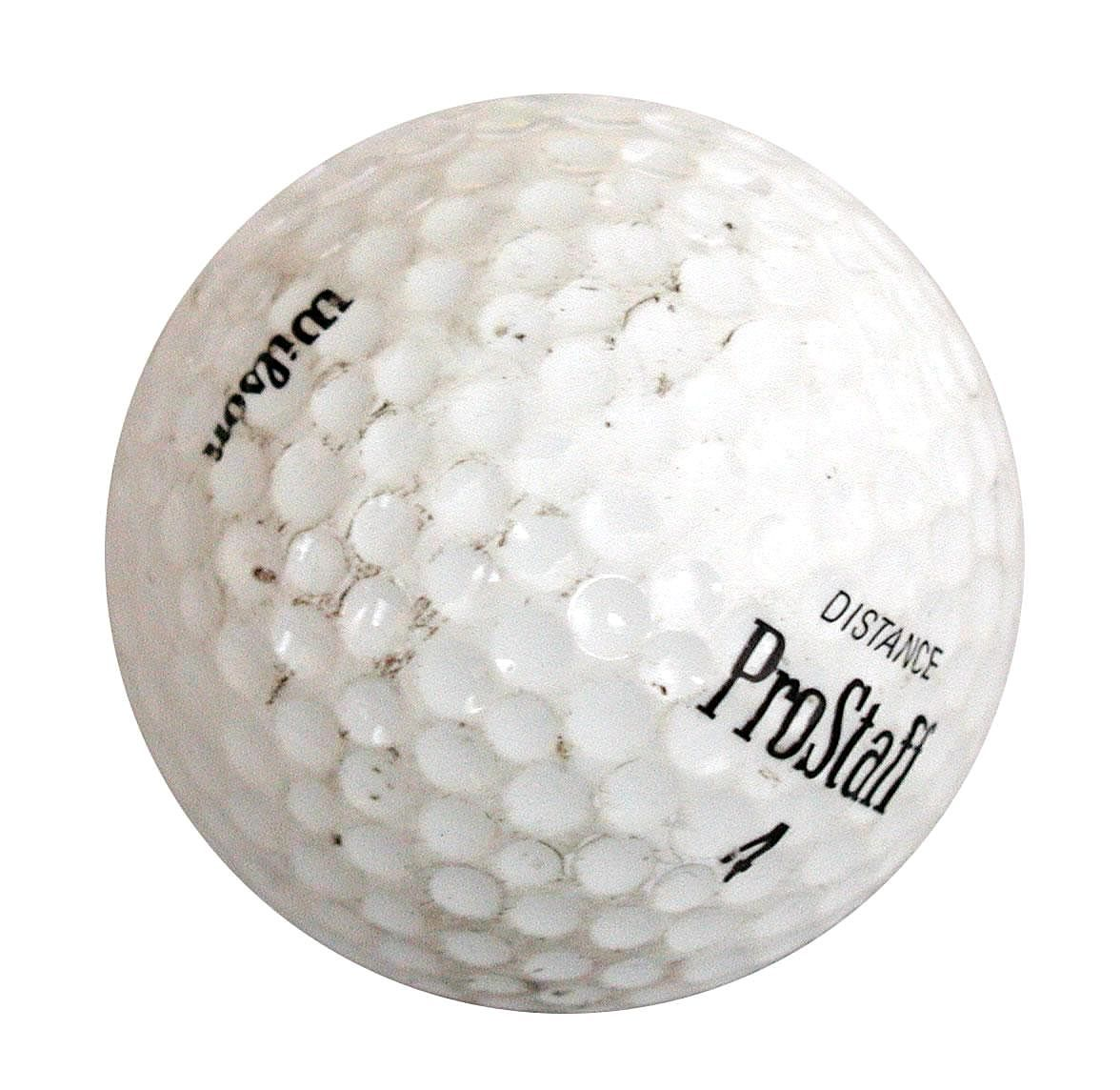
Wilson Golfball
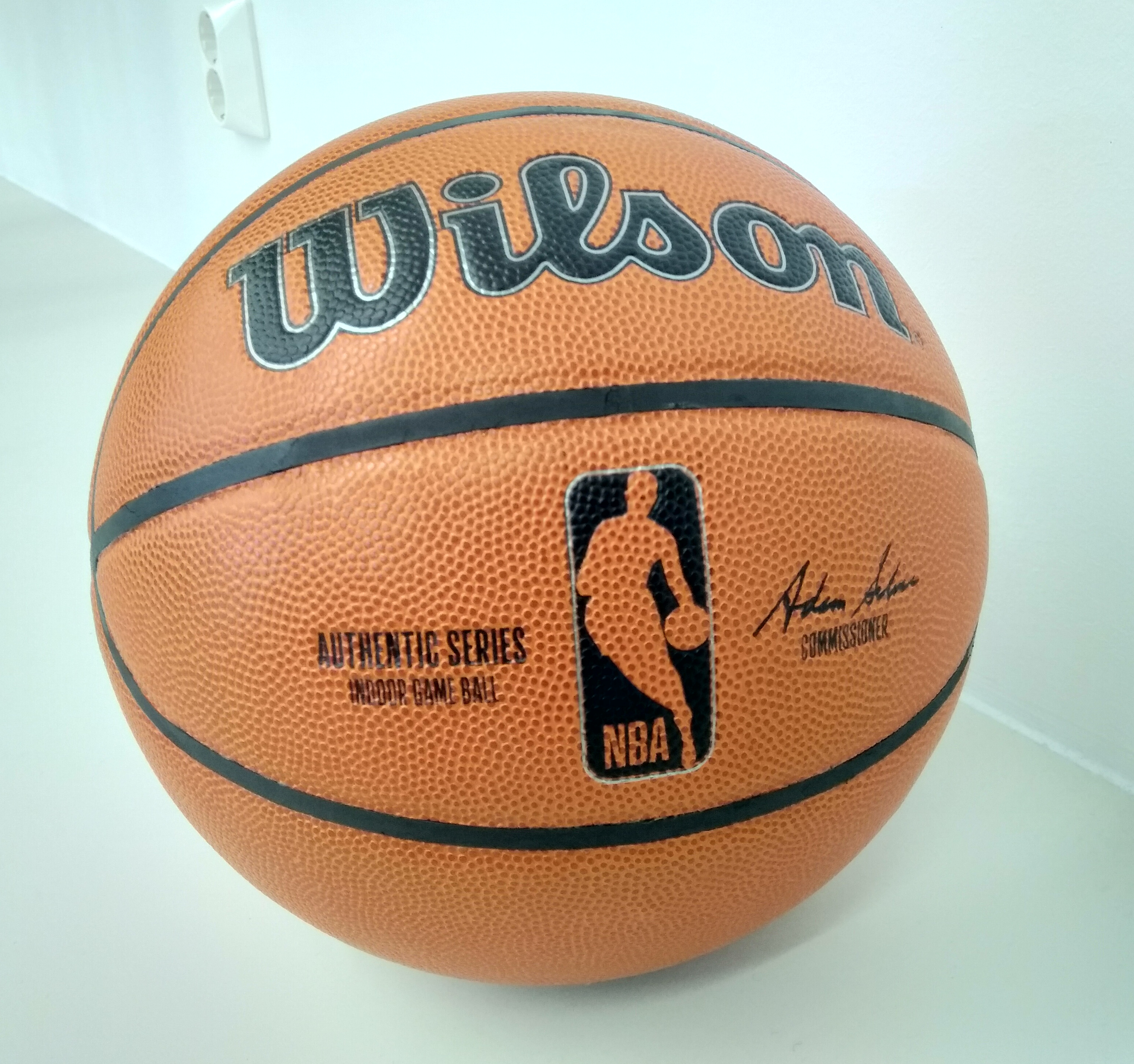
Wilson Basketball
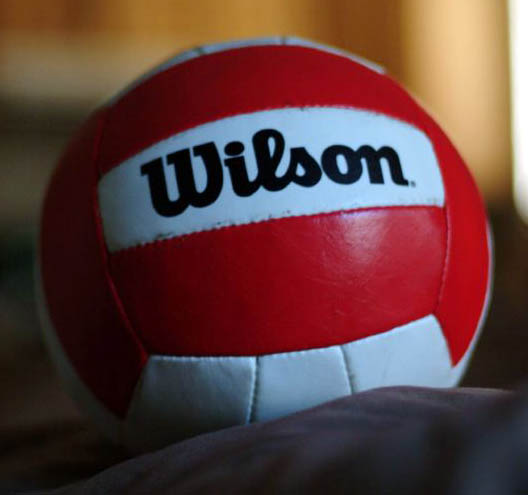
Wilson Volleyball
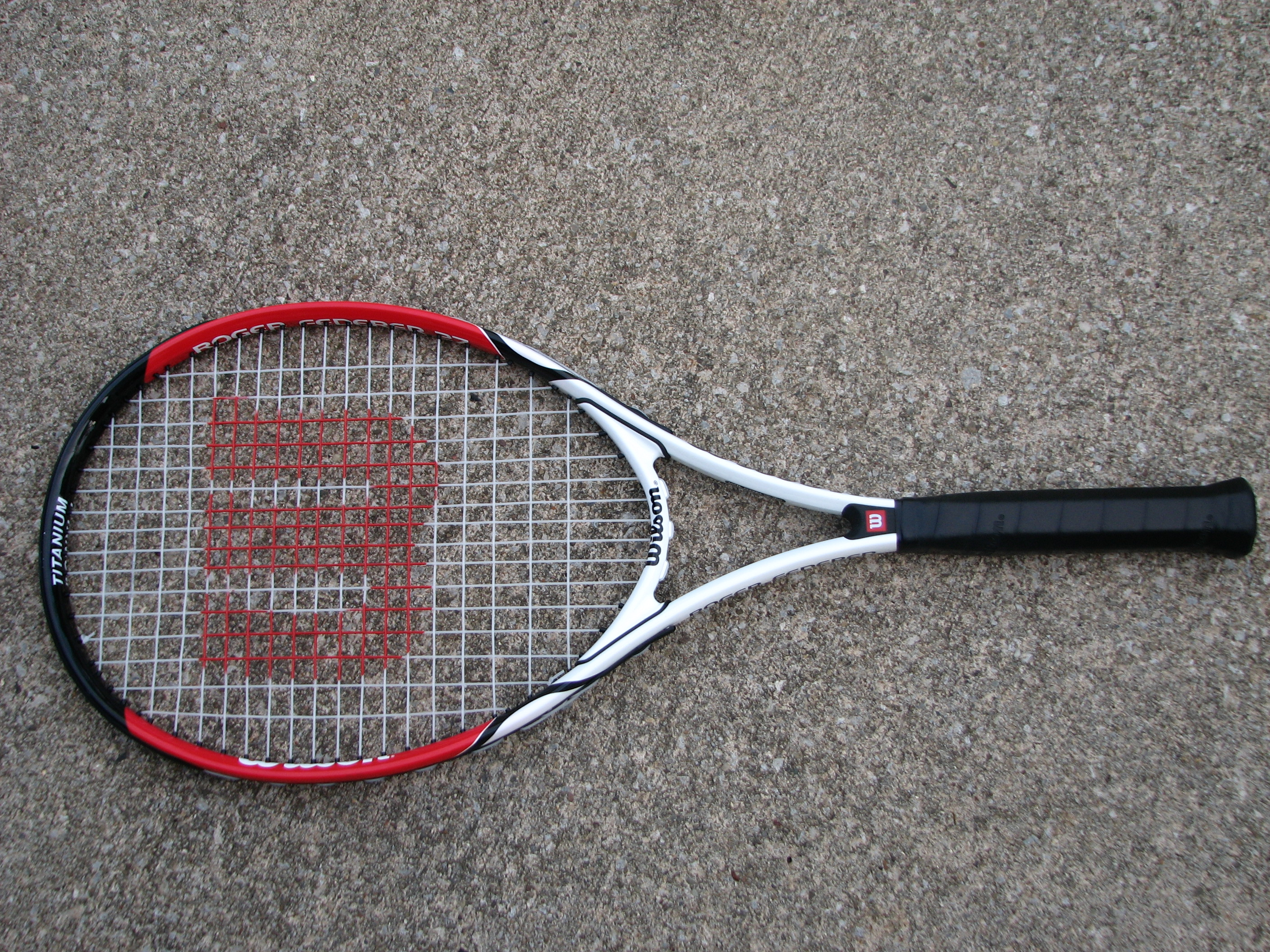
Wilson Tennisschläger

Die Kernsportarten im Portfolio sind Tennis, Baseball, Football, Golf, Basketball, Softball, Badminton, Squash und Volleyball. Dabei ist das Unternehmen in die Geschäftsbereiche Racquet Sports, Team Sports und Golf aufgeteilt.
Wilson ist Sponsor zahlreicher Profi-Tennisspieler. Einige der erfolgreichsten Spieler aller Zeiten holten ihre Titel mit Schlägern dieser Marke, darunter Roger Federer, Pete Sampras, Steffi Graf und Serena Williams. Tennisbälle der Marke Wilson werden bei den US Open, dem Davis Cup und Fed Cup sowie der WTA Tour verwendet.
Ein Volleyball der Marke Wilson spielt im Film Cast Away – Verschollen mit Tom Hanks eine zentrale Rolle (siehe auch Produktplatzierung).
Seit 2011 ist Wilson der offizielle Balllieferant der 2. Basketball-Bundesliga in Deutschland. Ab 2025 wird Wilson zudem der offizielle Ballpartner des Deutschen Volleyball-Verbandes im Bereich Beachvolleyball, sodass deren Spielbälle bei der German Beach Tour, der 2. German Beachtour und allen deutschen Meisterschaften verwendet werden wird.
Von 1946 bis 1983 stellte Wilson den offiziellen Spielball der National Basketball Association (NBA) her. Seit der Saison 2021/22 spielt die Liga nach 38 Jahren wieder mit Bällen von Wilson.